# Estorninho-de-colar-preto
O estorninho-de-colar-preto (Gracupica nigricollis) é uma espécie de ave da família Sturnidae.
Pode ser encontrada nos seguintes países: Brunei, Camboja, China, Laos, Myanmar, Tailândia e Vietname.
Os seus habitats naturais são: florestas secas tropicais ou subtropicais .